# نادي الأنصار (ليبيا)
نادي الأنصار هو أحد أندية كرة القدم في ليبيا. تأسس بتاريخ 4 أبريل 1984 في مدينة البيضاء عبر مجموعة من الشباب وتم اعتماده لدى الاتحاد الليبي لكرة القدم رسمياً، يتميز بتخريج المهاجمين الجيدين ذوي القدرة العالية على الوصول للمرمى ولكن إمكانياته لا زالت ضعيفة وهو يطمح للوصول للدرجة الأولى. يرتدي الفريق القمصان البرتقالية. وينافس حاليا ضمن الدرجة الثانية الليبية.